# Vinkovački Banovci

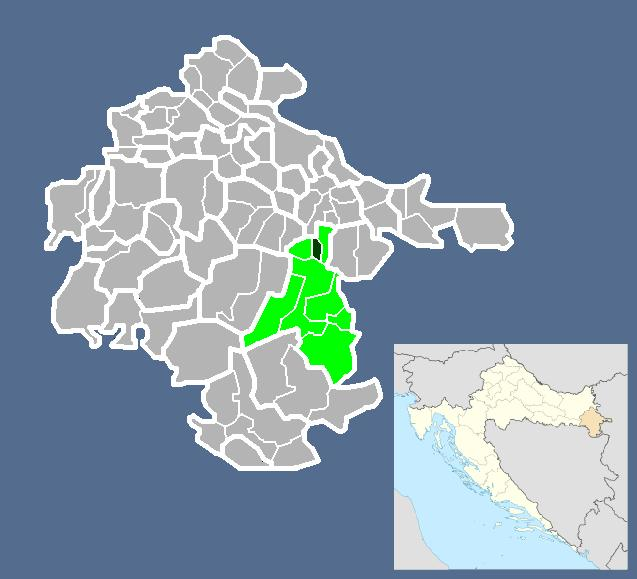
Położenie wsi na mapie gminy Nijemci

Vinkovački Banovci (serb. Винковачки Бановци) – wieś we wschodniej Chorwacji, w Sremie, w żupanii vukowarsko-srijemskiej, w gminie Nijemci.
W 2001 roku wieś liczyła 194 mieszkańców, z kolei w 2011 roku we wsi mieszkało 169 osób.
W 2011 roku liczba gospodarstw domowych we wsi wyniosła 54.